# Paraciura perpicillaris
Paraciura perpicillaris är en tvåvingeart som först beskrevs av Mario Bezzi 1920.  Paraciura perpicillaris ingår i släktet Paraciura och familjen borrflugor. Inga underarter finns listade i Catalogue of Life.